# 金宏伟
金宏伟（？—），男，回族，中国伊斯兰教人物，现任中国伊斯兰教协会副会长，上海市伊斯兰教协会会长，小桃园清真寺教长，第十三届全国政协委员。